# Margarete Haagen

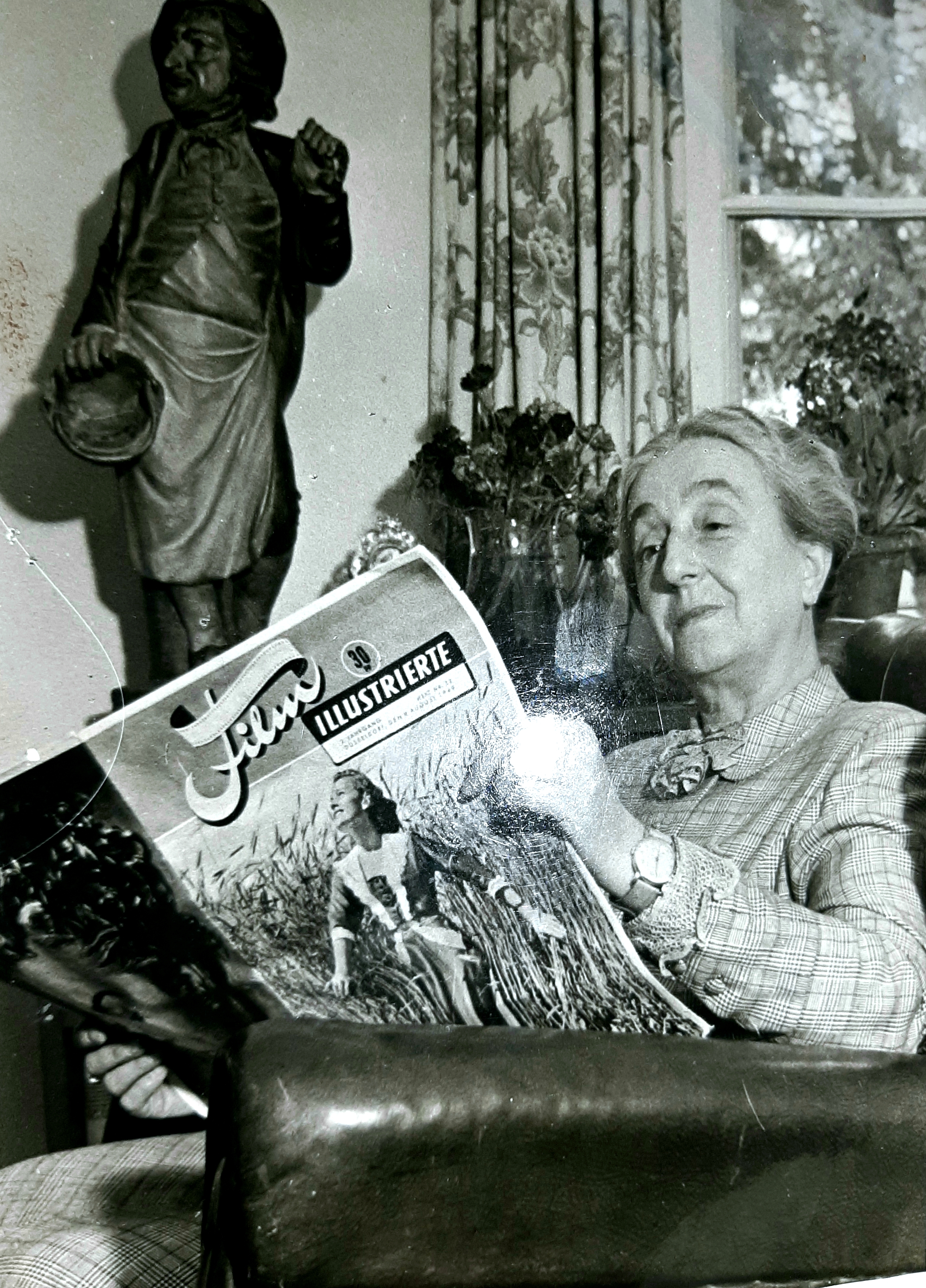
Margarete Haagen (1949)

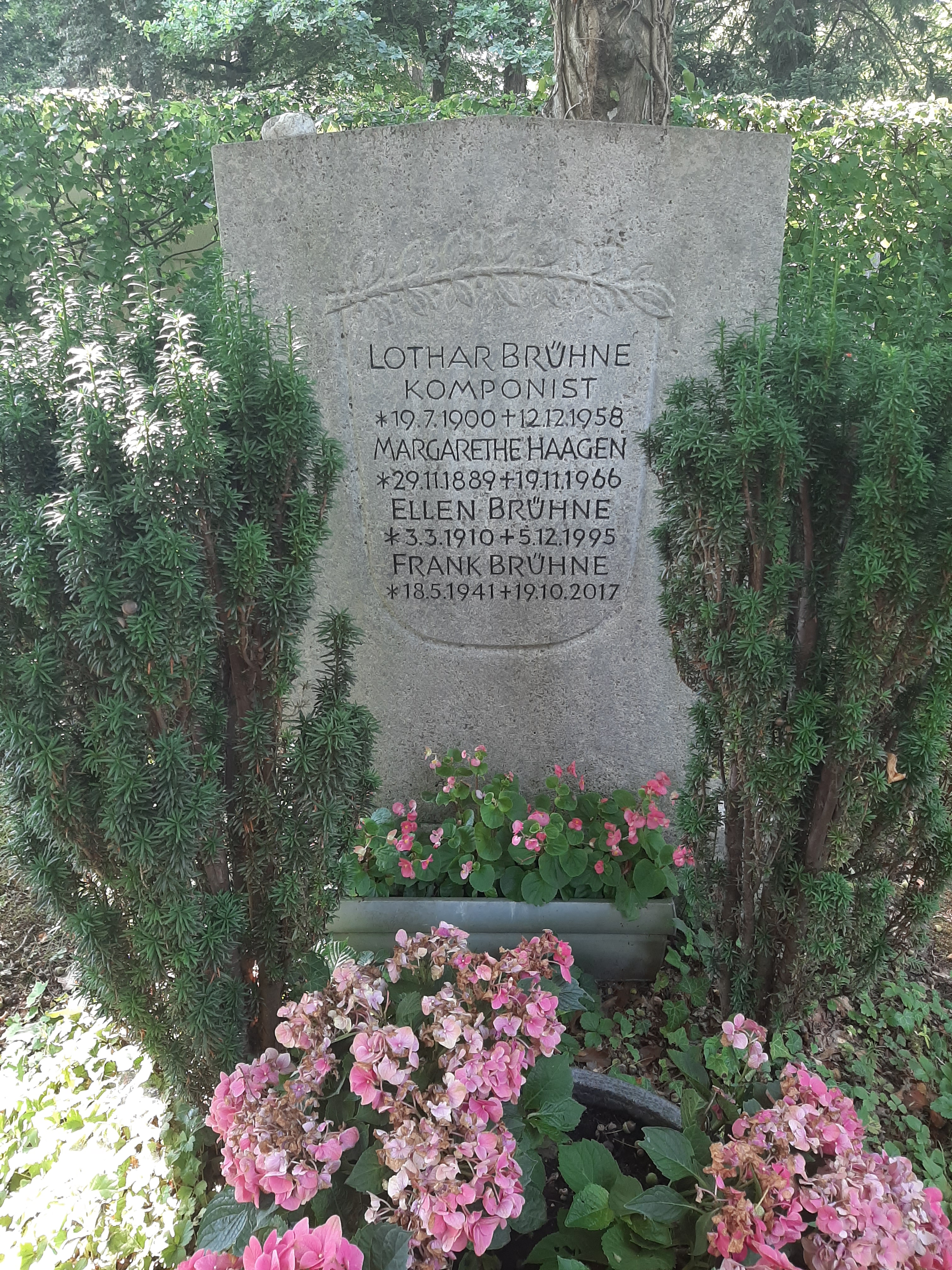
Grabstätte von Margarethe Haagen

Margarete Haagen (auch: Margarethe) (* 29. November 1889 in Nürnberg; † 19. November 1966 in München) war eine deutsche Schauspielerin.

## Leben
Sie war die Tochter des Maschinenschlossers und Werkmeisters Leonhard Haagen und seiner Ehefrau Babette geborene Sperber. Schon als Sechsjährige stand Haagen auf der Bühne. Gegen den Willen ihrer Eltern konnte sie ihren Berufswunsch durchsetzen. Kurz vor dem Tod ihres Vaters erhielt sie als Siebzehnjährige dessen Zustimmung und nahm Privatstunden bei verschiedenen Nürnberger Schauspielern.
1907 gab sie ihr Debüt am Intimen Theater als Mädchen in Franz Adam Beyerleins Zapfenstreich. 1912 wechselte sie an das Stadttheater Nürnberg, 1913 an das Schauspielhaus Bremen und 1914, während des Ersten Weltkriegs an das Deutsche Theater Lodz (Fronttheater). Danach wirkte sie sechs Jahre lang wieder am Intimen Theater, bevor sie in Stuttgart am Schauspielhaus Ensemblemitglied wurde. Sie spielte Hanna Scheel in Fuhrmann Henschel, Deuter in Die Hose und Mutter in Maria Magdalena. 1930 kam sie schließlich nach München ans Volkstheater. Dort blieb sie, bis sie 1939 nach Berlin ging. Haagen stand 1944 in der Gottbegnadeten-Liste des Reichsministeriums für Volksaufklärung und Propaganda.
Nachdem Haagen bereits viele Jahre lang am Theater in klassischen und modernen Stücken sowie zahlreichen Lustspielen resolute Frauen verkörpert hatte, erhielt sie erst verhältnismäßig spät 1939 ihre erste Filmrolle in dem Kurzfilm Der Briefträger. Ihre erste größere Rolle hatte sie 1944 als Großmutter in Der grüne Salon. In mehr als 100 Filmen verkörperte Haagen stets die gutmütige, liebenswürdige und witzige ältere Dame. Großen schauspielerischen Erfolg erlebte sie 1955–1957 in der Rolle der „Oma Jantzen“ in der Immenhof-Trilogie und 1958 als Protagonistin und Urgroßmutter in Ihr 106. Geburtstag. Sie lieh ihre Stimme außerdem May Whitty in Das Haus der Lady Alquist und Una O’Connor in Die Glocken von St. Marien. Sie war auch beim Rundfunk tätig.
Nach dem Krieg zog sie wieder nach München und spielte dort am Volkstheater, in den Münchner Kammerspielen, in der Kleinen Komödie und bei dem Kabarett Die Schaubude oder auch am Berliner Schlosspark Theater. Ihre Bühnentätigkeit blieb nun auf seltene Gastspiele beschränkt, unter anderem in Einsame Menschen.
1910 wurde nach einer Liaison mit einem fränkischen Adligen aus dem Hause Leoprechting die uneheliche Tochter Ellen Haagen (1910–1995) geboren, die 1939 den Komponisten Lothar Brühne (1900–1958, Ex-Ehegatte von Vera Brühne) heiratete. Aus dieser Ehe gingen zwei Kinder, Angela Brühne (* 1940) und Frank Brühne (1941–2017), hervor.
Margarete Haagen starb im Alter von 76 Jahren in München. Ihre Grabstätte befindet sich auf dem Waldfriedhof Grünwald bei München.

## Filmografie (Auswahl)
- 1940: Das sündige Dorf
- 1940: Links der Isar – rechts der Spree
- 1940: Das Fräulein von Barnhelm
- 1941: Das andere Ich
- 1941: Ich klage an
- 1942: Kleine Residenz
- 1942: Geliebte Welt
- 1943: Liebe, Leidenschaft und Leid
- 1943: Kohlhiesels Töchter
- 1943: Man rede mir nicht von Liebe
- 1944: Der Täter ist unter uns
- 1944: Die falsche Braut
- 1944: Die Zaubergeige
- 1944: Der grüne Salon
- 1944/46: Unter den Brücken
- 1944/49: Dreimal Komödie
- 1947: In jenen Tagen
- 1948: Film ohne Titel
- 1948: Der Apfel ist ab
- 1948: Die kupferne Hochzeit
- 1949: Die letzte Nacht
- 1949: Mordprozess Dr. Jordan
- 1949: Ich mach dich glücklich
- 1950: Geliebter Lügner
- 1950: Die wunderschöne Galathee
- 1951: Hilfe, ich bin unsichtbar!
- 1951: Die Tat des Anderen
- 1951: Grün ist die Heide
- 1951: Das ewige Spiel
- 1951: Professor Nachtfalter
- 1951: Heidelberger Romanze
- 1952: Bis wir uns wiederseh’n
- 1952: Fritz und Friederike
- 1952: Der Weibertausch
- 1952: Wenn abends die Heide träumt
- 1952: Tausend rote Rosen blühn
- 1952: Zwei Menschen
- 1953: Fanfaren der Ehe
- 1953: Mit siebzehn beginnt das Leben
- 1953: Der Klosterjäger
- 1953: Rote Rosen, rote Lippen, roter Wein
- 1953: Der Kaplan von San Lorenzo
- 1953: Muß man sich gleich scheiden lassen?
- 1953: Tagebuch einer Verliebten
- 1954: Feuerwerk
- 1954: Ännchen von Tharau
- 1954: Glückliche Reise
- 1954: Maxie
- 1954: Ein Mädchen aus Paris
- 1954: Die schöne Müllerin
- 1954: Emil und die Detektive
- 1955: Griff nach den Sternen
- 1955: Drei Männer im Schnee
- 1955: Der Himmel ist nie ausverkauft
- 1955: Zwei blaue Augen (1955)
- 1955: Die Mädels vom Immenhof
- 1956: Waldwinter
- 1956: Die gestohlene Hose
- 1956: Santa Lucia
- 1956: Die fröhliche Wallfahrt
- 1956: Heute heiratet mein Mann
- 1956: Hochzeit auf Immenhof
- 1957: Königin Luise
- 1957: Kleiner Mann – ganz groß
- 1957: Ferien auf Immenhof
- 1957: Die Zwillinge vom Zillertal
- 1957: Eva küßt nur Direktoren
- 1957: Kein Auskommen mit dem Einkommen!
- 1957: Das Glück liegt auf der Straße
- 1957: Kindermädchen für Papa gesucht
- 1958: Ihr 106. Geburtstag
- 1958: Die Landärztin
- 1958: Herz ohne Gnade
- 1958: Der schwarze Blitz
- 1959: Melodie und Rhythmus
- 1959: Hier bin ich – hier bleib ich
- 1959: Ein Engel auf Erden
- 1959: Liebe auf krummen Beinen
- 1960: Ein Student ging vorbei
- 1960: Kriminaltango
- 1960: Lampenfieber
- 1961: Robert und Bertram
- 1962: Das schwarz-weiß-rote Himmelbett
- 1962: Sie schreiben mit – Zwischenfall im D-Zug (Fernsehserie)
- 1963: Liebe will gelernt sein
- 1964: Nachtzug D 106
- 1964: Marie Octobre
- 1965: Die fünfte Kolonne – Folge: Tivoli
- 1965: Gewagtes Spiel – Folge: Das zweite Gesicht
- 1965: Heidi
- 1965: Tante Frieda – Neue Lausbubengeschichten
- 1966: Onkel Filser – Allerneueste Lausbubengeschichten
- 1966: Der Forellenhof – Folge 8: Der 75. Geburtstag

## Hörspiele
- 1946: Lilofee – Regie: Helmut Brennicke
- 1946: Wer weint um Juckenack? – Regie: Harald Braun
- 1946: Das Schimmelparadies – Regie: Helmut Brennicke
- 1946: Das Wintermärchen (Autor: William Shakespeare) – Regie: Helmut Brennicke
- 1956: Die kleine Seejungfrau (Autor: Hans Christian Andersen) – Regie: Heinz-Günter Stamm
- 1963: Der Tartüff (Autor: Molière) – Regie: Hans Lietzau
- 1966: Wilde Erdbeeren (Autor: Ingmar Bergman) – Regie: Rudolf Noelte